# Discografia de Strike
A banda Strike contém em sua discografia, quatro álbuns de estúdio, um EP, uma demo e sete singles. Em 2007, assinaram com a Deckdisc e lançaram o primeiro single do grupo, "Paraíso Proibido", que veio a se tornar o tema de abertura da décima quinta temporada do seriado Malhação. A música alcançou a posição trinta e cinco no Hot 100 Brasil, porém permaneceu por certa de trinta semanas na parada, alcanando ainda a pimeira posição na Hit Parade Brasil. Em 17 de outubro do mesmo ano, é lançado o primeiro álbum do grupo, Desvio de Conduta, que alcançou a primeira posição no CD - TOP 20 Semanal ABPD, vendeu ao todo 100 mil cópias e recebeu certificado de platina pela ABPD (Associação Brasileira dos Produtores de Discos). Ainda no álbum são lançados os singles "Aquela História", alcançando a sexta posição, "O Jogo Virou" que chegou ao terceiro lugar, e a faixa-titulo "Desvio de Conduta".
Em 9 de agosto de 2009 é lançado o single "No Veneno", alcançando a décima sexta posição, canção que viria a ser adicionada ao segundo álbum da banda lançado quase um ano após.  Em 31 de março de 2010 é lançado o segundo disco, Hiperativo, alcançando novamente o primeiro lugar no CD - TOP 20 Semanal ABPD, vendendo ao todo 50 mil cópias e recebendo certificado de ouro.[carece de fontes?] Em 8 de junho de 2010 é lançada a canção "A Tendência", alcançando a oitava posição, sendo que seu videoclipe chegou a bater o recorde mundial de maior visualização em menor tempo, passando o record do vídeo "Alejandro" de Lady Gaga. O terceiro single "Com ou Sem Você" é lançado em 2 de dezembro, alcançando a vigésima segunda posição e, seis meses após, em 28 de junho de 2011 é lançada a canção "Até o Fim".
A banda também gravou um DVD ao vivo no Hangar 110, em São Paulo, no dia 11 de fevereiro de 2017, mas acabou engavetado, devido a mudanças na formação da banda na época: o baixista Léo Pinotti foi substituído por Thiago Hóspede.

## Álbuns

### Álbuns em estúdio
| Álbum             | Detalhes                                                                                    |
| ----------------- | ------------------------------------------------------------------------------------------- |
| Desvio de Conduta | - Lançamento: 15 de abril de 2007 - Formatos: CD, download digital - Gravadora: Deckdisc    |
| Hiperativo        | - Lançamento: 15 de março de 2010 - Formatos: CD, download digital - Gravadora: Deckdisc    |
| Nova Aurora       | - Lançamento: 13 de julho de 2012 - Formatos: CD, download digital - Gravadora: Stereo Lab. |
| Collab            | - Lançamento: 10 de maio de 2015 - Formatos: CD, download digital - Gravadora: Stereo Lab.  |

### EPs
| Álbum        | Detalhes                                                                             |
| ------------ | ------------------------------------------------------------------------------------ |
| Live Boombox | - Lançamento: 30 de março de 2010 - Formatos: Download digital - Gravadora: Deckdisc |
| Fênix        | - Lançamento: 25 de maio de 2018 - Formatos: Download digital - Gravadora: Artmix    |

## Singles
| Título                                   | Ano  | Álbum                         |
| ---------------------------------------- | ---- | ----------------------------- |
| "Paraíso Proibido"                       | 2007 | Desvio de Conduta             |
| "Aquela História"                        | 2007 | Desvio de Conduta             |
| "Desvio de Conduta"                      | 2007 | Desvio de Conduta             |
| "O Jogo Virou"                           | 2008 | Desvio de Conduta             |
| "No Veneno"                              | 2009 | Hiperativo                    |
| "A Tendência"                            | 2010 | Hiperativo                    |
| "Com ou Sem Você"                        | 2010 | Hiperativo                    |
| "Até o Fim"                              | 2011 | Hiperativo                    |
| "Dogtown Style"                          | 2011 | Hiperativo                    |
| "Fluxo Perfeito"                         | 2012 | Nova Aurora                   |
| "Céu Completo"                           | 2012 | Nova Aurora                   |
| "Se Joga" (part. Projota)                | 2013 | Nova Aurora                   |
| "Sol de Paz"                             | 2014 | Não adicionado à nenhum álbum |
| "Qualquer Lugar" (part. Alexandre Carlo) | 2015 | Collab                        |
| "Grafitando a Trajetória"                | 2015 | Collab                        |
| "Rodei o Mundo"                          | 2018 | Fenix                         |
| "Exagerado"                              | 2018 | Não adicionado à nenhum álbum |
| "Caso Bipolar" (part. Dinho Ouro Preto)  | 2019 | Fenix                         |

## Outras aparições
| Ano  | Canção                              | Artista                 | Álbum                  |
| ---- | ----------------------------------- | ----------------------- | ---------------------- |
| 2009 | "Ninguém Vai Me Dizer o Que Pensar" | Jullie                  | Meus Prêmios Nick 2009 |
| 2009 | "Pancadão"                          | Jullie e Lucas Silveira | Meus Prêmios Nick 2009 |